# Kocham Łódź
Kocham Łódź – łódzki tygodnik, wydawany przez koncern mediowy Polska Press sp. z o.o. Oddział w Łodzi, dodawany do piątkowego wydania „Dziennika Łódzkiego”. W tygodniku prezentowane są tematy społeczne i publicystyczne, dotyczące Łodzi i jej mieszkańców. Jest to również źródło wiedzy o imprezach kulturalnych, które mają miejsce w Łodzi.
Od 2017 redaktorem naczelnym tygodnika był Marcin Kowalczyk, pełniący jednocześnie funkcje redaktora naczelnego „Dziennika Łódzkiego” i „Expressu Ilustrowanego”, którego 1 czerwca 2021 zastąpił na obu stanowiskach  Mirosław Malinowski, a redaktorem odpowiedzialnym jest Dariusz Pawłowski.